# Termiticola
Termiticola is een monotypisch geslacht van schimmels behorend tot de familie Agaricaceae. Het geslacht bevat alleen Termiticola rubescens.